# Messerschmitt Bf 110
El Messerschmitt Bf 110 ”Zerstörer” (destructor, en alemany) va ser un caça pesant de la Segona Guerra Mundial tan famós com el seu coetani el Messerschmitt Bf 109, però no tant àgil i maniobrable com ell, encara que tots dos van participar en el bàndol de la Luftwaffe en la batalla d'Anglaterra, on per primera vegada va demostrar les seves mancances, respecte als caces d'un sol motor, molt més maniobrables que ell.
Per el Reichsmarschall Göering, era el seu avió preferit, i als seus esquadrons els anomenava com els seus Eisenseiten (en alemany “costats de ferro”). Més tard es va demostrar com una arma temible en altres funcions, que s'explicaran més endavant, perquè, tot i els seus defectes, no va deixar de ser un gran avió. No obstant tot això, ja s'havien preparat els seus substituts que van conviure en poca quantitat amb ell, es tracta dels models Me 210 i Me 410.

## Història
Corria el 1930 i el Reichluftahrtministerium (RLM, Misteri de l'Aire Alemany) impulsat per Hermann Goering van encomanar la construcció d'un avió multi tasques o Kampfzerströrer (destructor de batalla, en alemany), de gran abast, amb tres places, totalment metàl·lic, amb compartiment de bombes, de dos motors i armat amb un canó. Aquesta comanda es va passar a set companyies entre les quals es trobaven Focke-Wulf Flugzeugbau AG, Henschel und Sohn i Bayerische Flugzeugwerke (després Messerschmitt AG).
Focke-Wulf va provar en 1936 el prototip Fw 57, que va resultar pobre de resultats, i a més es va estavellar. Mentre que Henschel va presentar dos prototips, del model Hs 124 V1 i V2, amb diferents motors, que a la fi tampoc van resultar satisfactoris. Els tres models anaven equipats amb canons al davant i torreta dorsal al darrere.
A tot això Bayerische, va prescindir del compartiment de bombes, com demanava el RLM, però va augmentar l'armament, aconseguit un model amb major velocitat, abast i potència de foc, que els seus competidors, acostant-se més als requeriments del RLM.
Finalment el 12 de maig de 1936 el primer Bf 110, es va envolar de l'aeròdrom d'Augsburg, comandat per Rudolf Opitz, i equipat amb motors Daimler-Benz DB 600. Durant les proves va demostrar ser més ràpid del que s'havia estipulat, inclús superava en velocitat punta al Bf 109 de l'època, però en contra tenia una manca de maniobrabilitat, no obstant axó, els seus competidors els Focke-Wulf Fw 187 i Henschel Hs 124, van quedar descartats, i es va realitzar una primera comanda del model Bf 110A-0.
Les primeres entregues es van realitzar en gener de 1937, no sense abans superar l'escull que va representar la manca d'entrega dels motors Daimler-Benz DB 600, cosa que va ser superada amb el muntatge dels motors Junkers Jumo 210B de menor potència, i per axó la velocitat va quedar reduïda a només 431 km/h.

## Detalls constructius

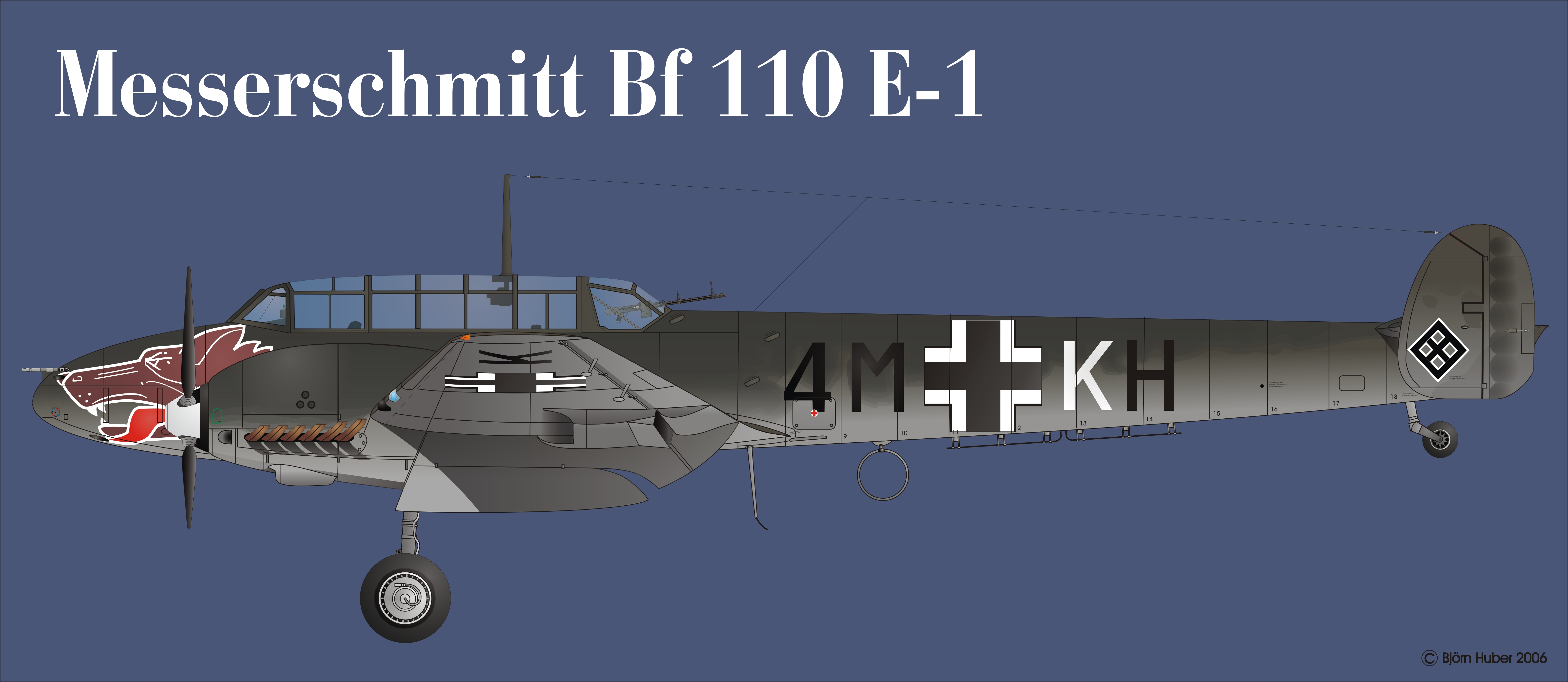
Dibuix del perfil del Messerschmitt Bf 110

Ens trobem davant d'un avió totalment metàl·lic de fuselatge estilitzat i amb una cua formada per uns timons de profunditat completament rectes rematats per uns timons de direcció, altrament denominades derives, amb dos enormes góndoles que contenen motors refrigerats per líquid, que mouen hèlix de tres pales. Disposa de tren d'aterratge tricicle endarrerit, on les dues rodes davanteres es retrauen dins de les góndoles dels motors, mentre que la del darrere queda descoberta.
Per el que fa als motors, ja s'ha comentat que va estar molt compromesa l'entrega d'aquests, i com és fàcil endevinar, es va decantar cap als diversos models, que anaven evolucionant amb el temps, del Daimler-Benz DB600, que actuaven sobre unes hèlixs de tres pales amb un gran caputxó aerodinàmic.
La cabina de pilotatge o “cockpit”, del tipus “galeria”, tenia cabuda per dues o tres persones, una d'elles era un artiller que ocupava la part més endarrerida, axó permetia una gran quantitat d'aparells electrònics, ja que aquest avió, va ser un dels precursors de les ajudes electròniques en el camp de batalla. Més endavant es farà esment del seu paper com a caça nocturn.
Quant a l'armament, val la pena destacar la gran potència de foc, que tenia aquest avió, ja que disposava de 2 canons de 20 m/m i 4 metralladores de 7,9 m/m en el morro i dues més de mòbils en el lloc de l'artiller, va ser equipat amb coets, i tenia capacitat de transportar bombes, Inclús en alguns models, s'hi va muntar un canó de 30 m/m antitancs.

## Característiques tècniques
Del model Bf 110C-4 dades obtingudes de la pàgina ecured.cu.
| - Mides exteriors | - Mides exteriors                                                                    |
| --- | ------------------------------------------------------------------------------------ |
| longitud total | = 12.65 m                                                                            |
| Amplada total | = 16.27 m                                                                            |
| Alçaria | = 3.50 m                                                                             |
| Superfície alar | = 38.40 m²                                                                           |
| Pes buit | = 5.200 kg                                                                           |
| Pes màxim al envol | = 6.750 kg                                                                           |
| - Prestacions |                                                                                      |
| Motor | = 2 Daimler-Benz 601A                                                                |
| Característiques' | = 12 cilindres en V invertida, refrigeració líquida, amb reductor e injecció directa |
| Potència | = 1.100 CV a 2.400&RPM a nivell del mar                                              |
| Velocitat màxima | = 302.38 kn (knots), 560 km/h a 7.000 m                                              |
| Velocitat de creuer | = 443 km/h                                                                           |
| Autonomia màxima | = 775 km                                                                             |
| Sostre | = 10.000 m                                                                           |
| Velocitat d'ascens | = 660 m/min                                                                          |
| Relació potència/pes | = 0.3644 Kw/kg                                                                       |
| - Armament i equipament |                                                                                      |
| - 2 Canons MG 151 de 20 m/m. i 4 metralladores MG 17 de 7.92 m/m en el morro - 2 metralladores MG81Z de 7.92 m/m en muntatge mòbil en la part del darrere de la cabina - Més tard portaria diferents configuracions d'armament incloent hi bombes de 50 i 500 kg i coets |                                                                                      |

## Variants[8]
- Bf 110A

Primer prototip amb motor Daimler-Benz DB 600.
- Bf 110A-0

4 aparells de sèrie de producció experimental, amb motors Junkers Jumo 210B.
- Bf 110B

Producció en fase de proves, per definir el armament definitiu en el que ja es van arribar a muntar 2 canons de 20 m/m i dues metralladores de 7,92 m/m. Motors Jumo 210C.
- Bf 110B-1

Primera producció de aparell definitiu, ja amb els dos canons i quatre metralladores en el morro, i una metralladora per l'artiller del darrere. En principi amb motors Jumo 210C, que després serien substituïts per Daimler-Benz DB 601A. Aquests avions van servir en la Erprobungsstelle Zerstörer (lloc de prova del destructor, en alemany) per després ser destinats al Leherschwerenjagdgruppe (grup d'entrenament de caça pesant en alemany o LZG).
- Bf 110B-2

Versió de reconeixement amb càmeres substituint els canons.
- Bf 110B-3

Model d'entrenament amb comandaments e instruments duplicats.
- Bf 110C-0

10 aparells de presèrie, de principis e 1939, ja amb motors Daimler-Benz DB 601.
- Bf 110C-1

Aparells de producció amb motor Daimler-Benz DB 601 B-1.
- Bf 110C-2

Aparells am nou model de radio la FuG 10, aquesta radio també es va canviar als models Bf 110C-1.
- Bf 110C-3

Aparells amb canons millorats MG FF/M.
- Bf 110C-4

Model amb millores al blindatge del pilot.
- Bf 110C-4/B

Model amb suports per un parell de bombes de 250 kg, i nous motors Daimler-Benz DB 601 Ba.
- Bf 110C-5

Versió de reconeixement, amb els canons substituïts per càmeres Rb 50/30. Nova millora dels motors amb la versió Daimler-Benz DB 601P.
- Bf 110C-6

Model experimental amb canó antitancs sota el fuselatge de 30 m/m. Motor Daimler-Benz DB 601P millorat.
- Bf 110C-7

Versió basada en el Bf 110C-4/B amb dos suports per bombes de 500 kg, sota el fuselatge.
- Bf 110D-1

Prototip resultant de la modificació d'un model Bf 110C-3, amb l'afegit d'un dipòsit de 1.200 l rebutjable, sota el fuselatge amb la denominació de Dackelbauch (gos salsitxa del ventre, en alemany).
- Bf 110D-1/R2

Versió del anterior, pro amb 2 dipòsits de 900 l, sota les ales, també rebutjables i sense Dackelbauch.
- Bf 110D-2

Versió de llarg abast, amb 2 dipòsits, rebutjables, de 300 l sota les ales, muntatge de suport per bomba de 500 kg sota el fuselatge.
- Bf 110D-3

Model de patrulla marítima, que podia portar qualsevol dels dos models de dipòsits sota les ales, a més el dipòsit del oli, de grassament dels motors més gran, La cua del fuselatge engrandida, per poder-hi encabir un bot salvavides inflable. Molt utilitzat en el Mediterrani pel III Zertörergeschwader 26 (tercer esquadró de destructors nº 26, en alemany).
- Bf 110E

Model definitiu de caça bombarder, amb 4 suports per bombes de 50 kg sota les ales. Pes total incrementat en 1200 kg. Motors Daimler-Benz DB 601N.
- Bf 110E-1

Model amb blindatge millorat i canó de 30 kg sota el fuselatge.
- Bf 110E-1/U-1

De 1941, primera versió de caça nocturn, equipat amb detector de infrarojos, i dirigit des de terra fins als bombarders.
- Bf 110E-1/U-2

S'hi afegeix un tercer tripulant. Operador d'aparells electrònics.
- Bf 110E-2

Versió de fuselatge allargat com el Bf 110D-3 i motors Daimler-Benz DB 601P. Instruments modernitzats.
- Bf 110E-3

Model de reconeixement de llarg abast.
- Bf 110F

Versions amb nous motors Daimler-Benz DB 601F de 1.350 CV i millor blindatge.
- Bf 110F-1

Model especialitzat en el atac a terra, amb sis suports de bombes 2 sota el fuselatge de 500 kg i dos més sota cada ala de 50 kg, pot muntar també el canó sota el fuselatge de 30 m/m, i els dipòsits rebutjables.
- Bf 110F-2

Model no més de caça, sense suports per bombes.
- Bf 100F-3

Model de reconeixement amb càmera Rb 60/30.
- Bf 110F-4

Mitjans de 1942, primer model de caça nocturn autònom, amb radar Telefunken FuG 202 Lichtenstein BC, per localitzar els avions enemics, operat pel tercer tripulant, e instruments il·luminats amb llum “negre”. Possibilitat de actuar amb canons de 30 m/m.
- Bf 110F-4/U-1

Model equipat amb canons oblics de 30 m/m, en el fuselatge, per disparar als bombarders des de sota en un angle mort. Aquest muntatge es coneix com Schräge Musik (música obliqua, en alemany), va ser provat amb altres avions.
- Bf 110G

Amb el model G es dona continuïtat a la fabricació del Bf 110, ja que hi havien molts problemes en el nou model el Messerschmitt Me 210, i es van aprofitar els motors Daimler-Benz DB 605-1 de 1.475 CV, que necessitaven noves góndoles, el que els dona una aparença diferent, també es van aprofitar la nova instrumentació que tenia que equipar aquest model.
- Bf 110G-1

Experiment fracassat.
- Bf 110G-2

Avió multi tasques amb diferents sots variants, depenent de la configuració del armament adoptat. Molt sovint equipat amb coets en la versió nocturna.
- Bf 110G-3

Versió de reconeixement de llarg abast.
- Bf 110G-4

Versió apareguda per juny de 1944 amb radar que van del FuG 212 fins al FuG 227 Flensburg i Schräge Musik opcional, dipòsits rebutjables opcionals, i diferents configuracions d'armament.
- Bf 110H

Darrer model del Bf 110, amb nous motors Daimler-Benz DB 605E de 1.700 CV. Es coneixen quatre versions fins a la Bf 110H-4

## Variants

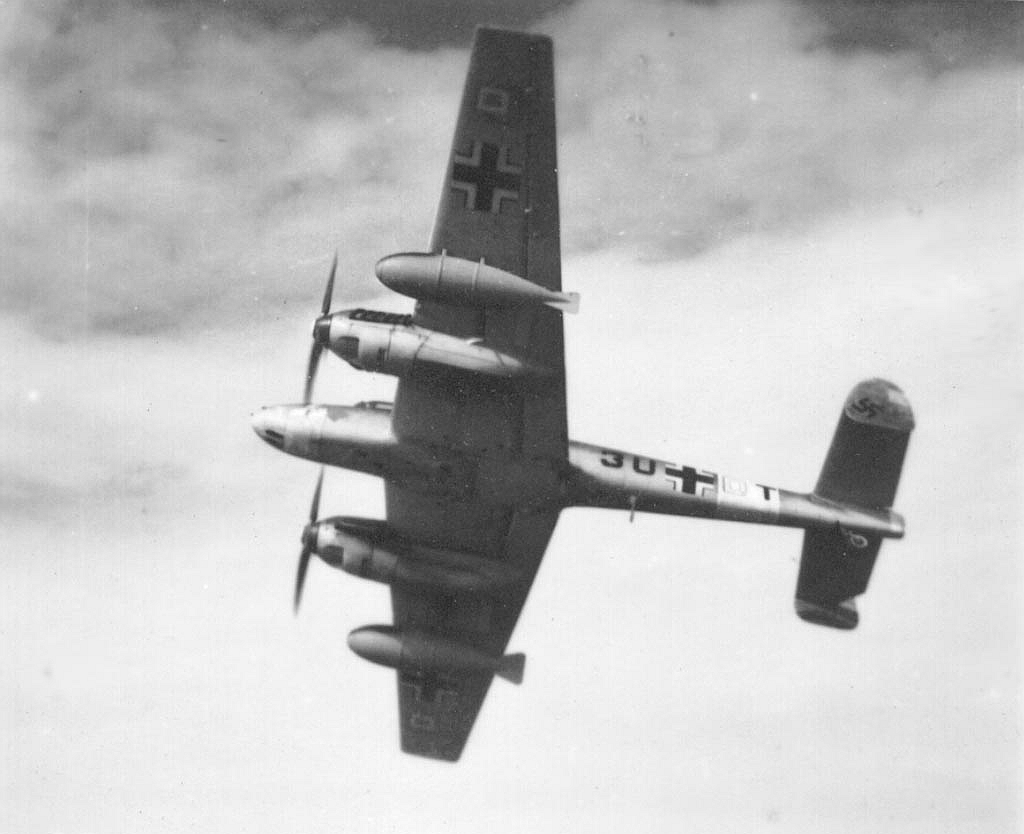
Un Bf 110 en el que s'aprecien els dos dipòsits rebutjables de 900 l sota les ales

## Teatre d'operacions

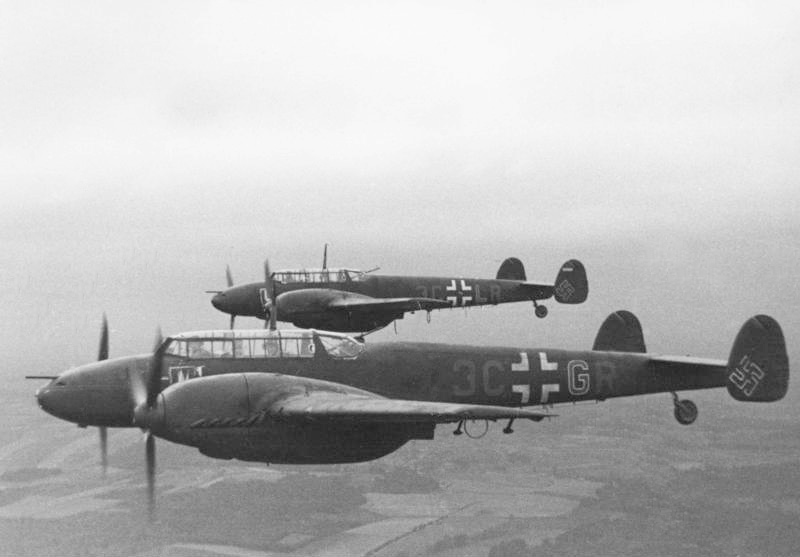
Formació de Bf 110, foto presa el 21de juny de 1942

### Bateig de foc
El Bf 110, no va arribar a temps per ser provat en la Guerra Civil Espanyola com altres aparells alemanys tals com el Messerschmitt Bf 109, el Junkers Ju 87 ”Stuka” o el Heinkel He 111, en la que no es va poder provar la seva capacitat d'actuar com un vaixell destructor, en el paper de cobertura pels bombarders tal com havia estat dissenyat, segons els pensaments que hi havia en els estrategs.
El Bf 110 va entrar en combat per primer cop en la campanya de Polònia a principis de setembre de 1939, amb el I Zertörergeschwader/Lehrgeschwader 1 (I Z/LG 1. ala de demostració, en alemany), on va començar a en l'escorta dels bombarders Dornier Do 17 i Heinkel He 111, però davant dels lleugers PZL P.11, amb les tàctiques habituals de maniobra, tenien poc a fer, així doncs es van desenvolupar noves tècniques, basades més en la potència de foc i en la velocitat, que en aquest cas era molt superior, i van vindre les primeres victòries, tant és així que el “As” Walter Grabmann en setembre, ja va reclamar 5 victòries sobre els PZL P.11 damunt de Varsòvia.

### Campanya sobre Països Baixos, Bèlgica i França
Amb l'inici de les hostilitats en el front occidental, els Bf 110 juntament amb els "Stuka", van realitzar atacs a terra sense massa entrebancs, donat que, amb les tàctiques apreses sobre Polònia, i que els avions que se'ls oposava eren inferiors a ells, els Dewoitine D.520 i el Hawker Hurricane eren els millors avions que se'ls podien oposar, però hi eren en poca quantitat per a l'allau d'avions alemanys que els venia al damunt. De manera que l'experiència es podria definir com “profitosa” encara.

### Batalla d'Anglaterra

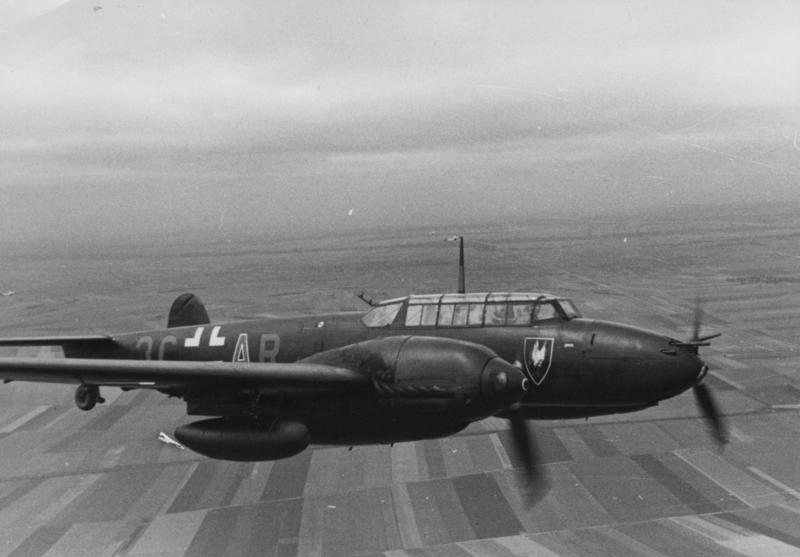
Bf 110 del capità d'esquadró Hans-Karl Kamp en l'estiu de 1942

Amb l'arribada en aquest punt, no tots els historiadors hi estan d'acord. Si bé uns ho presenten com la gran davallada en el prestigi d'aquest avió, altres mantenen que va realitzar un bon paper. De totes maneres s'ha de tenir en compte que es tracta d'un avió que té un pes mort de 5.900 kg contra els poc menys de 3.000 kg d'un “Spitfire”, i en l'aeronàutica la inèrcia hi té molt a dir. Amb el que ens trobem que tant el “Spitfire”, com “l'Hurricane” podien girar en radis més curts.
De totes maneres, cal reconèixer que les pèrdues en avions de la Luftwaffe en aquesta batalla, va ser molt important, i potser cal atribuir-ho a les tàctiques errònies donades pel seu cap al Reichsmarschall Hermann Göering, que imposava unes regles molt estrictes en els pilots, per la visió antiga de les tàctiques de guerra, cosa que restava capacitat de maniobra en aquestes aeronaus, que ja anaven justes en aquest apartat.
Ja que recordar que mentre que aquests aparells feien la cobertura sobre els Dornier Do 17, Junkers Ju 88 i els Heinkel He 111, va arribar un moment en què els caces Messerschmitt Bf 109, els havien de cobrir a ells. A partir del 18 d'agost de 1940, el Bf 110 junt amb els ”Stuka”, van deixar de volar sobre el cel anglès, i que el grup ZG 1 va desaparèixer, per la pèrdua de quasi tots els seus aparells.

### Fronts del Mediterrani i Àfrica

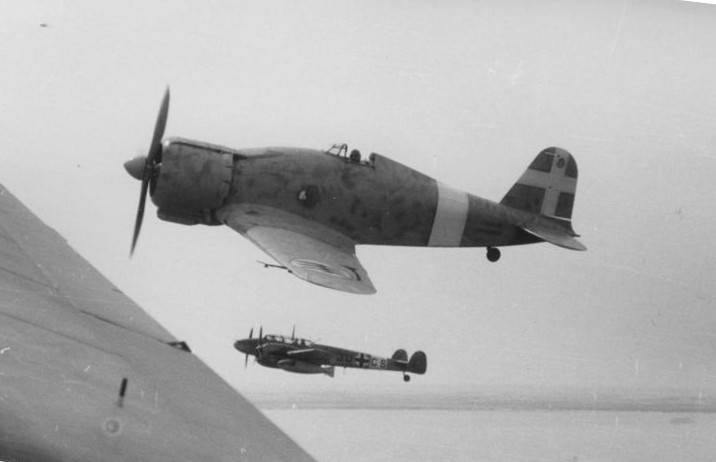
Imatge d'un Fiat G.50, presa des de la cabina d'un Messerschmitt Bf 110 en la campanya d'Àfrica

Una vegada rebuts els Bf 110D-3 en l'hivern del 1940, el grup ZG 26, ubicat en el Mediterrani, el Bf 110 va fer un bon paper en l'escorta dels vaixells d'aprovisionament que es dirigien a l'Àfrica, amb destí al Afrika Korps, també van destacar en el seu paper com avions d'atac a terra i missions anticarro. Per aquest menester anaven equipats amb un canó de 30 m/m.

### Front oriental (Unió Soviètica)
Durant l'Operació Barbarroja el Bf 110, va ser assignat en tres grups, el ZG 26, el Schnellkampfgeschwader 210 (esquadró ràpid, en alemany), que després va ser rebatejat com a Eprobungsguppe 210, i el ZG 76. Amb la missió de destrucció de les defenses antiaèries i de suport. En aquest període, es van donar alguns dels ”Asos” amb aquest aparell tals com el tinent Eduard Meyer (22 victòries i 48 avions destruïts en terra), Oberleutnant (Lloctinent) Johannes Kiel (25 victòries) que va acreditar 62 avions destruïts en terra, més de 9 carros de combat, i 20 peces d'artilleria. Després va acreditar l'enfonsament d'un submarí i 3 torpediners.

### Caça nocturn
En aquest paper és on va destacar més, ja que va delmar les formacions de bombarders, que anaven a atacar el sol alemany, amb el bombardeig de les seves instal·lacions i fàbriques. En juliol de 1940 Hermann Göering, va ordenar al General Major i “As” Josef Kammhuber, la constitució de la primera unitat de caça nocturna, constituïda per aparells Messerschmitt Bf 110, més coneguda com a I Nachtjagdgeschwader Nr 1 (o 1/NG No 1, esquadró de caça nocturn, en alemany), formada pels I/ZG No 1 i el IV/JG No 2 amb avions Bf 110C-2, equipats amb detectors d'infraroig i guiats des de terra pels radars Freyra i Würzburg. Amb aquest sistema es va construir una línia que anava de Dinamarca fins a Suïssa, també coneguda, pel comandament de bombardeig angles, com la ”Línia Kammhuber”.
En 1941, amb els aparells Bf 110E-1/U-1 es va començar a experimentar amb el radar Telefunken FuG 202 que treballava a 490 MHz (Megahertz), amb un abast màxim de 3.5 km fins als 200 m, però no va ser fins a mitjans de 1942, que no va sortir el model Bf 110F-4, ja completament equipat amb aquest radar. Coincidint amb els bombardejos massius sobre les ciutats de Bremen i Colònia, ja s'usava el FuG 212 Lichtenstein.

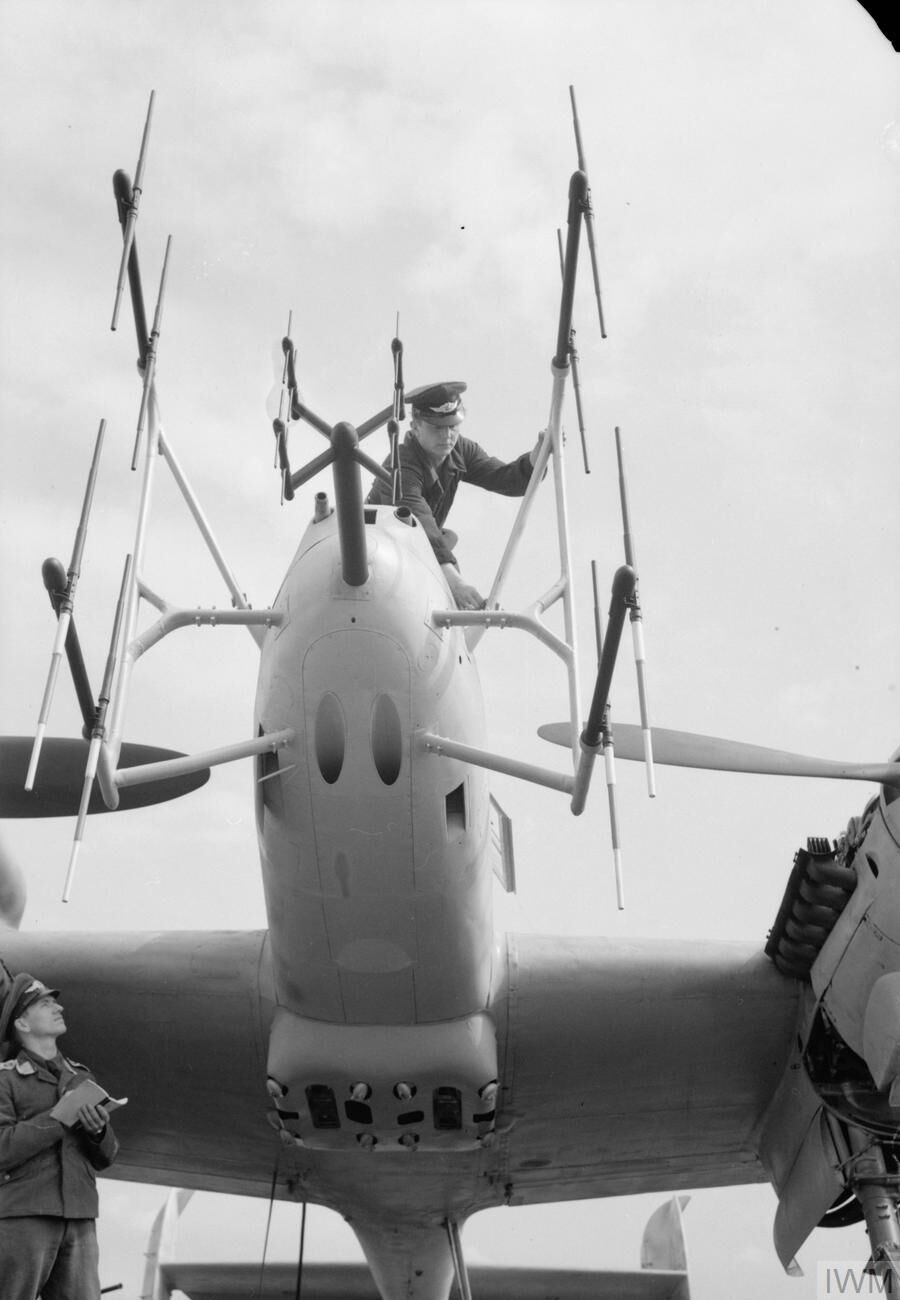
Vista de les antenes dels radars FuG 220 (exteriors) i FuG 202 “Lichtensten” (centre) per la caça nocturna

1942, en aquest any, es va lliurar a les ales de caça nocturna, els models Bf 110F-4, amb els nous motors Daimler-Benz DB 601F-1, que disposava de 2 dipòsits de 300 l rebutjables, en el morro 4 metralladores MG 17 de 7.92 m/m i dos canons MG 151 de 20 m/m a més del radar, a més disposava d'una velocitat màxima de 510 km/h, restringida per l'augment de pes i la resistència de les antenes. A més amb els retards que presentava el nou model Messerschmitt Me 210 i la manca de Junkers Ju 88, es van veure a prolongar la vida del Bf 110 amb l'aparició del model Bf 110G, amb motors Daimler-Benz DB 605-1, i nou radar FuG 212, a finals de 1942, i més tenint en compte que els “aliats” ja havien començat amb les tàctiques d'omplir el cel amb tiretes de paper d'alumini, per confondre el radar, tècnica coneguda amb el nom de ECM Chaff.
Durant el mes d'agost de 1943, i amb els avions que restaven dels grups I i III, es van formar el ZG 26 amb seu a Wunstorf (districte de Hannover, Baixa Saxònia), i el ZG 76 amb seu a Ansbach (regió de Baviera), equipats ja amb el model Bf 110G-2, que disposava de gran gamma d'armament, molt flexible, e inclús de coets Werfergranate WfrGr de 21 m/m, per la defensa diürna d'Alemanya.

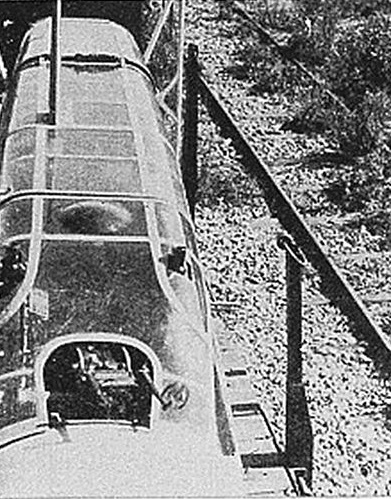
Vista on s'aprecia la situació del Schräge Musik

És important ressaltar d'utilització del Schräge Musik en l'aviació de caça nocturna per part de la Luftwaffe, aquestos canons de 30 m/m amb situació obliqua, respecte a l'eix de l'avió (en un angle d'uns 70º) i que servien per disparar als bombarders des de sota en un angle mort de les defenses d'aquest. Aquest sistema es va fer servir en els Dornier Do 217, i va presentar problemes derivats de la injecció d'òxid nitrós, aquests problemes finalment es van solucionar amb l'aparició del model Bf 110G-4/U-1 cap al juny de 1944, i que finalment va acabar per equipar quasi tots els grups de caça nocturna, situats d'Aalborg, Dinamarca, fins a Reims, departament de Marne a França.
Un altre fet remarcable per aquest model, és dir que la utilització d'aquest model es va veure penalitzada, al final de la guerra, amb l'ús d'altres avions com l'abans esmentat Dornier Do 217 el mateix Messerschmitt Bf 410, el Junkers Ju 88, per la seva dependència al combustible B4, basat en la gasolina de 87 octans. També ho és que el “As” de la caça nocturna fou el Major Heinz-Wolfgang Schnaufer amb 121 victòries, totes elles de nit.

## Sobrevivents[13]

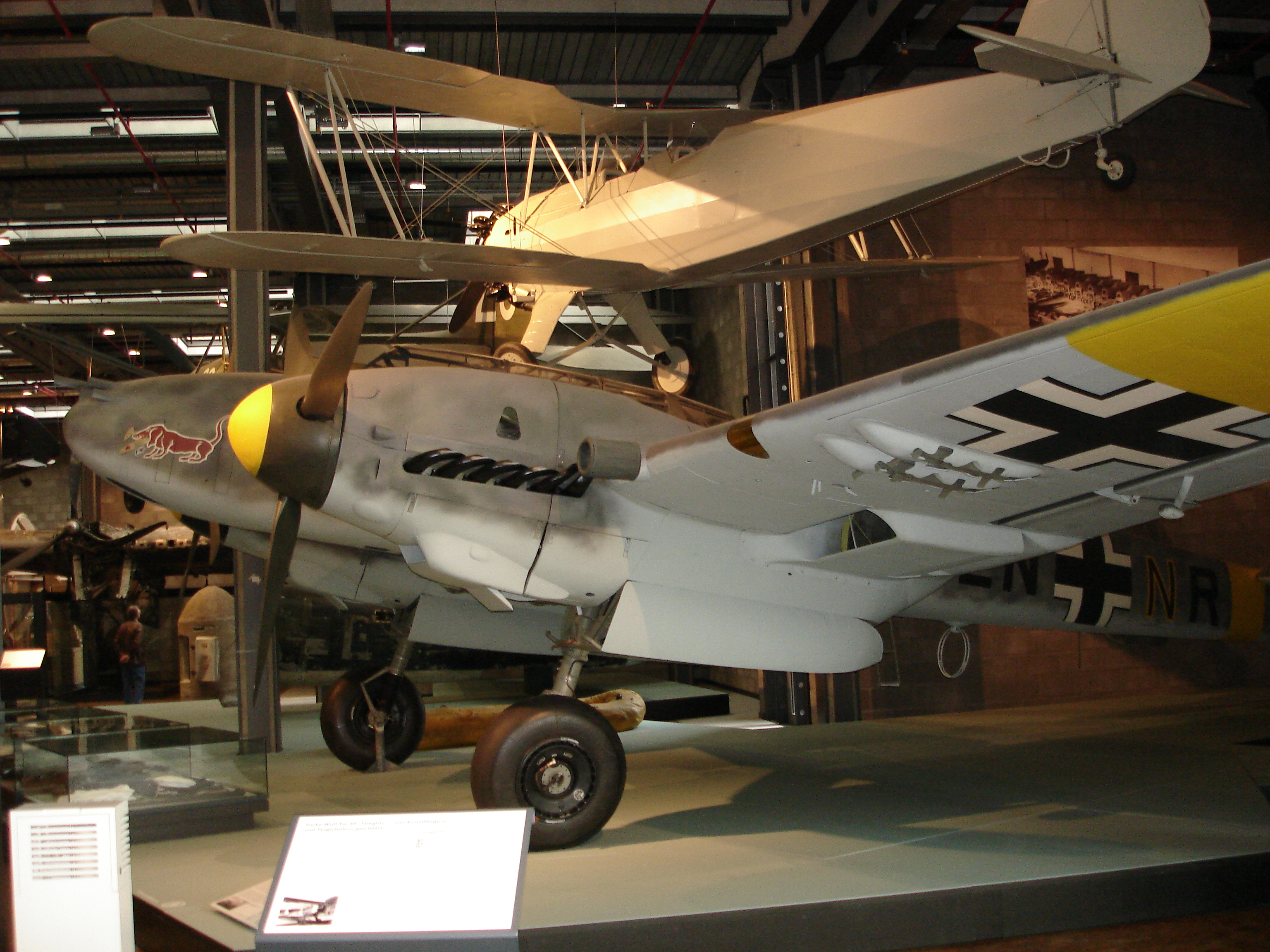
Bf 110 exposat en el Deutsches Technikmuseum Berlin

Malauradament queden pocs exemplars sencers d'aquest avió, si que n'hi ha molts trossos exposats en diferents museus, que es detallen a continuació:
Alemanya
Deutsches Technikmuseum Berlin (Museu de la Tècnica Alemanya a Berlín), en la pàgina de referència el anomena com un C-4, en la fotografia com un G-4.
Deutsches Technikmuseum Berlin (Museu de la Tècnica Alemanya a Berlín), parts utilitzades per la restauració.
Deutsches Technikmuseum Berlin (Museu de la Tècnica Alemanya a Berlín), Model F-2 restaurat amb parts del anterior.
Technik Museum Speyer (Museu de la Tècnica de Speyer), trossos d'un avió recuperat al llac Upmasjaure de Suècia, Sinsheim, estat de Baden-Württemberg.
Finlàndia
Keski-Suomen Ilmailmuseo (Museu de l'Aviació de la Finlàndia Central) a Tikakkoski, segons la pàgina de referència, hi ha trossos de Bf 110 no visibles. En la pàgina del museu no hi consta.
Itàlia
Avió guardat en possessió d'una persona privada. Anteriorment l'havia posseït un nord-americà. Podria ser restaurat en condicions de vol.
Noruega
Flyhistorisk Museum Sola (Museu històric de l'Aviació de Sola) a Sola prop de Stavanger, ales cua i parts del fuselatge.
Regne Unit
Royal Air Force Museum London (Museu de la Reial Força Aèria de Londres), situat en el aeroport de Hendon, districte de Londres, model de Bf 110G-2, procedent de la Unió Soviètica, no visible, més un Bf110G-4 amb el Schrägemusik.
Unió Soviètica
Museu dels grans Patriotes de la guerra Moscou, la cua i un ala.

## Avions similars
- Bristol Beaufigther
- De Havilland Mosquito
- Dornier Do 217
- Focke-Wulf Fw187 (només se'n van construir 9)
- Fokker G. I (63 exemplars)
- Junkers Ju 88
- Lockheed P-38 Lightning
- Kawasaki Ki-45 Toryu
- Nakajima J1N Gekkou (479 exemplars)